# Somberek
Somberek – wieś i gmina w południowej części Węgier, w pobliżu miasta Mohacz (węg. Mohács).
Miejscowość leży na obszarze Wielkiej Niziny Węgierskiej, w pobliżu granicy serbskiej. Administracyjnie należy do powiatu Mohács, wchodzącego w skład komitatu Baranya.
W skład gminy Somberek wchodzi wieś Somberek - stanowiąca główne skupisko osadnicze oraz pewna liczba nienazwanych przysiółków i pojedynczych domów.

## Współpraca
- Jelka, Słowacja
- Langenau, Niemcy
- Dossenheim, Niemcy
- Sinabelkirchen, Austria
- Selva dei Molini, Włochy
- Siculeni, Rumunia